# Resolutie 1780 Veiligheidsraad Verenigde Naties
Resolutie 1780 van de Veiligheidsraad van de Verenigde Naties werd op 15 oktober 2007 unaniem aangenomen door de VN-Veiligheidsraad, en verlengde de vredesmacht in Haïti met een jaar.

## Achtergrond
Na decennia onder dictatoriaal bewind won Jean-Bertrand Aristide in december 1990 de verkiezingen in Haïti. In september 1991 werd hij met een staatsgreep verdreven. Nieuwe verkiezingen werden door de internationale gemeenschap afgeblokt waarna het land in de chaos verzonk. Na Amerikaanse bemiddeling werd Aristide in 1994 in functie hersteld. Het jaar erop vertrok hij opnieuw, maar in 2000 werd hij herkozen. Zijn tweede ambtstermijn werd echter gekenmerkt door beschuldigingen van corruptie. In 2004 veroverden door het Westen gesteunde rebellen de controle over het land en werd Aristide opnieuw uit zijn ambt gezet. In juni dat jaren werden VN-vredestroepen gestuurd en in 2006 werd René Préval, die tussen 1995 en 2000 ook president was, opnieuw verkozen.

## Inhoud

### Waarnemingen
Op 29 april was in Haïti met succes de laatste ronde van de lokale verkiezingen gehouden. Er bleef echter nog veel te doen in het land. Ondanks de verbeterde veiligheid bleef de toestand fragiel. Ook bleven drugs- en wapenhandel de stabiliteit bedreigen. De Haïtiaanse overheid werd opgeroepen om de hervorming van de veiligheidsdiensten door te zetten en vooral de politie, justitie en het gevangeniswezen te hervormen.

### Handelingen
De Veiligheidsraad verlengde het mandaat van de MINUSTAH-vredesmacht tot 15 oktober 2008. Ze stond ook achter de aanbeveling van secretaris-generaal Ban Ki-moon om de missie te herschikken. Aldus werd beslist de militaire component uit te breiden tot 7060 troepen en de politiecomponent tot 2091 agenten.
MINUSTAH werd gevraagd de Haïtiaanse overheid te ondersteunen bij het opzetten van grenscontrole. Ook moest de missie zelf gaan patrouilleren langs de zee- en landgrenzen. De Veiligheidsraad veroordeelde verder nog het geweld dat tegen MINUSTAH-personeel gepleegd werd.
Voorts werden ook de ernstige misdaden tegen kinderen, zoals verkrachting en seksueel geweld van meisjes, zwaar veroordeeld. MINUSTAH werd gevraagd respect voor de rechten van vrouwen en kinderen te promoten.

## Verwante resoluties
- Resolutie 1702 Veiligheidsraad Verenigde Naties (2006)
- Resolutie 1743 Veiligheidsraad Verenigde Naties
- Resolutie 1840 Veiligheidsraad Verenigde Naties (2008)
- Resolutie 1892 Veiligheidsraad Verenigde Naties (2009)

Lijst ·  1739 ·  1740 ·  1741 ·  1742 ·  1743 ·  1744 ·  1745 ·  1746 ·  1747 ·  1748 ·  1749 ·  1750 ·  1751 ·  1752 ·  1753 ·  1754 ·  1755 ·  1756 ·  1757 ·  1758 ·  1759 ·  1760 ·  1761 ·  1762 ·  1763 ·  1764 ·  1765 ·  1766 ·  1767 ·  1768 ·  1769 ·  1770 ·  1771 ·  1772 ·  1773 ·  1774 ·  1775 ·  1776 ·  1777 ·  1778 ·  1779 ·  1780 ·  1781 ·  1782 ·  1783 ·  1784 ·  1785 ·  1786 ·  1787 ·  1788 ·  1789 ·  1790 ·  1791 ·  1792 ·  1793 ·  1794